# Ademilson
Ademilson Braga Bispo Junior (Cubatão, 9 gennaio 1994) è un calciatore brasiliano, attaccante dell'Operário-PR.

## Carriera

### Club
Ademilson inizia la sua carriera calcistica nel 2005 quando viene acquistato dal San Paolo, dove compie tutta la trafila delle giovanili. Debutta ufficialmente in prima squadra nel 2012, esattamente il 10 giugno, in occasione del match di campionato con il Santos. Realizza la sua prima rete da calciatore professionista il 26 luglio, durante la partita di campionato contro l'Atlético Goianiense; in quell'occasione rimedia anche la sua prima ammonizione in carriera.

### Nazionale
Nel 2011 partecipa con i compagni di squadra dell'Under-17 al campionato mondiale di categoria organizzato in Messico. In questo torneo mette in mostra tutte le sue doti calcistiche: esordisce il 20 giugno in occasione della partita, valida per la fase a gironi, contro i pari età della Danimarca; in quell'occasione realizza la sua prima doppietta in nazionale Under-17. A fine competizione totalizzerà sette partite giocate e ben cinque gol realizzati.
Nel 2013 partecipa con la nazionale Under-20 brasiliana al campionato sudamericano di categoria, non superando però la prima fase.

## Palmarès

### Club

#### Competizioni internazionali
- Coppa Sudamericana: 1

San Paolo: 2012

#### Competizioni nazionali
- Super League cinese: 1

Wuhan San Zhen: 2022
- J2 League: 1

Machida Zelvia: 2023

### Nazionale
- Torneo di Tolone: 2

2013, 2014